# Ceratogymna
Ceratogymna (gr. "cuerno desnudo") es un género de aves bucerotiformes de la familia Bucerotidae propias del África subsahariana.

## Especies
Se reconocen las siguientes especies:
- Ceratogymna atrata (Temminck, 1835) - cálao casquinegro;
- Ceratogymna elata (Temminck, 1831) - cálao casquigualdo.